# 米拉马斯站
米拉马斯站，是法国的一个铁路车站，位于法国城市米拉马斯。

## 概况
米拉马斯是一座"火车拉来的城市"，因巴黎－马赛铁路在此与两条支线铁路交汇并设站，米拉马斯在几十年的时间内从一个小村庄变成了这一地区的重要城镇。
米拉马斯站每天都有始发前往巴黎的TGV列车，但经过这里的城际列车却都不停靠。这一情况在法国境内十分罕见。

## 位置
米拉马斯站位于米拉马斯市区的南部。车站大致呈东西走向，开口朝南，背对市区。车站东侧有一下穿隧道可连向市区。

## 设施
米拉马斯站设有人工售票窗口和自动售票机，站前设有立体停车场。

## 停靠线路
以下列车线路在米拉马斯站停靠：
| 米拉马斯站列车线路表                        |      |                   |                 |              |
| 线路                                        | 车种 | 上一站            | 下一站          | 大致运行频率 |
| 巴黎—米拉马斯                               | TGV  | 阿尔勒            | （终点）        | 每天2趟左右  |
| 里昂—马赛                                   | TER  | 阿尔勒            | 马赛            | 每天6趟左右  |
| 阿维尼翁—马赛/土伦                          | TER  | 阿尔勒/圣马丹勒科 | 圣沙马/罗尼亚克 | 每天13趟左右 |
| 阿维尼翁TGV/阿维尼翁—米拉马斯/马赛          | TER  | 普罗旺斯萨隆      | （终点）/圣沙马 | 每天15趟左右 |
| 塞尔贝尔/佩皮尼昂/纳博讷/蒙彼利埃/尼姆—马赛 | TER  | 圣马丹勒科        | 圣沙马/罗尼亚克 | 每天6趟左右  |
| 米拉马斯—马赛                               | TER  | （起点）          | 伊斯特尔        | 每天13趟左右 |
| 1.                                          |      |                   |                 |              |

## 配套交通

### 长途客车
| 停靠米拉马斯站的大巴车 |                              |                                                                                 |
| 上下车地点             | 运营单位                     | 主要目的地                                                                      |
| 米拉马斯站门口         | 罗讷河口省城际客运 Cartreize | - 006线：圣沙马、普罗旺斯地区萨隆 - 025线：普罗旺斯地区萨隆、普罗旺斯地区艾克斯 |
| 米拉马斯站门口         | SNCF                         | （当某条铁路线施工或罢工时，SNCF可能会提供途径该线路沿途站点的大巴车）          |
| 1. 2. 3. 4.            |                              |                                                                                 |

### 市内交通
| 米拉马斯站附近的市内公共交通线路 |                | |
| 公交车站名称                     | 位置           | 停靠线路 |
| Gare SNCF                        | 米拉马斯站门口 | - 1路：米拉马斯站 ↔ 滨海福斯 ↔ 罗讷圣路易港城堡 - 10路：英国Les Alpilles ↔ Camus - 11路：Chantegrive ↔ 圣沙马 - 13路：米拉马斯站 ↔ 伊斯特尔汽车站 - 25路：米拉马斯站 ↔ 马尔提格埃尔广场 |
| 1.                               |                | |

### 社会车辆
米拉马斯站附近设有大型社会车辆停车场。

## 临近车站
| 米拉马斯站（Gare de Miramas）  |                        |            |
| 上行车站                       | 线路                   | 下行车站   |
| 圣马丹勒科站                   | 巴黎－马赛铁路         | 圣沙马站   |
| 普罗旺斯萨隆站                 | 阿维尼翁－米拉马斯铁路 | （终点）   |
| （起点）                       | 米拉马斯－莱斯塔克铁路 | 伊斯特尔站 |
| - 本表仅显示运营中的线路及车站 |                        |            |